# Eric Clapton (албум)
Eric Clapton e дебютният студиен, соло албум на английския музикант Ерик Клептън, издаден на 1 август 1970 г. от PolyGram Records (тогава – Polydor Records). Албумът е продължение на съвместната работа на Клептън с Delaney Bramlett и Bonnie Bramlett по време на общото им турне. При неговото създаване, Дилейни и Бони и приятели (сред които Стивън Стилс, Стив Кропър и Леон Ръсел) оказват силно влияние върху звученето му, особено Дилейни, който продуцира албума и е съавтор на някои от песните с Клептън. Това ново звучене в голяма степен се дължи на смяната на Гибсън с по-икономичния на звуци Fender Stratocaster Архив на оригинала от 2012-11-02 в Wayback Machine..
Боби Кийс, с изпълнението си на саксофон, има водеща роля в придаването на завършен вид на джаз песента „Slunky“.

## Списък на песните
1. „Slunky“ – 3:34
2. „Bad Boy“ – 3:34
3. „Lonesome and a Long Way from Home“ (Delaney Bramlett, Bonnie Bramlett, Leon Russell) – 3:29
4. „After Midnight“ (J. J. Cale) – 2:51
5. „Easy Now“ (Clapton) – 2:57
6. „Blues Power“ (Clapton, Russell) – 3:09
7. „Bottle of Red Wine“ – 3:06
8. „Lovin' You Lovin' Me“ – 3:19
9. „Told You For the Last Time“ (Delaney Bramlett, Bonnie Bramlett, Steve Cropper) – 2:30
10. „Don't Know Why“ – 3:10
11. „Let It Rain“ – 5:02

## Музиканти
- Eric Clapton – Водещи вокали, водеща китара
- Delaney Bramlett – Ритъм китара, вокали
- Leon Russell – Пиано
- Bobby Whitlock – Орган, вокали
- John Simon – Пиано
- Carl Radle – Бас китара
- Jim Gordon – Барабани
- Jim Price – Тромпет
- Bobby Keys – Саксофон
- Tex Johnson – Перкусии
- Bonnie Bramlett – Вокали
- Rita Coolidge – Вокали
- Sonny Curtis – Вокали
- Jerry Allison – Вокали
- Stephen Stills – Вокали